# Struthanthus meridionalis
Struthanthus meridionalis är en tvåhjärtbladig växtart som beskrevs av Kuijt. Struthanthus meridionalis ingår i släktet Struthanthus och familjen Loranthaceae. Inga underarter finns listade i Catalogue of Life.